# 湯普森維爾 (伊利諾伊州)
湯普森維爾（英語：Thompsonville）是位於美國伊利諾伊州富蘭克林縣的一個村落。

## 地理
湯普森維爾的座標為37°54′59″N 88°45′42″W / 37.91639°N 88.76167°W，而該地最高點為海拔高度153米（即502英尺）。

## 人口
根據2010年美國人口普查的數據，湯普森維爾的面積為5.30平方千米，當中陸地面積為5.26平方千米，而水域面積為0.04平方千米。當地共有人口543人，而人口密度為每平方千米102人。